# Roman Röösli
Roman Röösli ([ˈʁøːsli], * 22. September 1993 in Neuenkirch, Kanton Luzern) ist ein Schweizer Ruderer. 2018 war er Weltmeisterschaftszweiter im Doppelzweier. 2023 wurde er Weltmeister im Zweier ohne Steuermann.

## Sportliche Karriere
Der 1,91 m grosse Roman Röösli erreichte bei den Junioren-Weltmeisterschaften 2011 zusammen mit Barnabé Delarze den vierten Platz im Doppelzweier. 2012 belegte Röösli mit dem Doppelvierer den zwölften Platz bei den U23-Weltmeisterschaften. 2013 siegte der Schweizer Doppelvierer mit Roman Röösli, Augustin Maillefer, Nico Stahlberg und Barnabé Delarze bei den U23-Weltmeisterschaften. Bei den Weltmeisterschaften 2013 in der Erwachsenenklasse trat Röösli im Einer an und belegte den elften Platz. 2014 trat Röösli mit David Aregger im Doppelzweier bei den Europameisterschaften an und belegte den siebten Platz. Bei den U23-Weltmeisterschaften 2014 in Varese siegte der Schweizer Doppelvierer mit Damien Tollardo, Maillefer, Röösli und Delarze. Bei den Weltmeisterschaften in Amsterdam erreichte der Schweizer Doppelvierer mit Stahlberg, Aregger, Maillefer und Röösli den sechsten Platz. 2015 belegten Stahlberg, Maillefer, Delarze und Röösli den siebten Platz bei den Europameisterschaften 2015 in Posen. Bei den Weltmeisterschaften auf dem Lac d’Aiguebelette erreichten die Schweizer den fünften Platz und damit die direkte Olympiaqualifikation. 2016 traten Stahlberg und Röösli bei den Europameisterschaften in Brandenburg an der Havel im Doppelzweier an und belegten den vierten Platz. Bei den Olympischen Spielen in Rio de Janeiro belegten Stahlberg, Maillefer, Röösli und Delarze als Sieger des B-Finals den siebten Platz im Doppelvierer.
Bei den Europameisterschaften 2017 in Račice u Štětí gewannen Röösli und Delarze die Bronzemedaille im Doppelzweier hinter den Booten aus Italien und Polen. Vier Monate später belegten die Schweizer den achten Platz bei den Weltmeisterschaften in Sarasota. 2018 trat Röösli im Ruder-Weltcup einmal im Einer und zweimal im Doppelzweier an und erreichte jeweils Podiumsplatzierungen. Bei den Europameisterschaften in Glasgow gewann er die Bronzemedaille im Einer hinter dem Norweger Kjetil Borch und dem Litauer Mindaugas Griškonis. Anderthalb Monate danach fanden in Plowdiw die Weltmeisterschaften 2018 statt, Röösli und Delarze gewannen die Silbermedaille im Doppelzweier hinter den Franzosen. Zum Auftakt der Saison 2019 gewannen Röösli und Delarze hinter den Polen Silber bei den Europameisterschaften in Luzern. Anschliessend siegten die beiden bei den Weltcup-Regatten in Posen und Rotterdam. Bei den Weltmeisterschaften 2019 in Linz-Ottensheim belegten sie den fünften Platz. 2020 gewannen sie bei den Europameisterschaften die Silbermedaille hinter dem Boot aus den  Niederlanden. Bei den Olympischen Spielen in Tokio erreichte der Schweizer Doppelzweier den fünften Platz.
2022 trat Roman Röösli im Vierer ohne Steuermann an und belegte sowohl bei den Europameisterschaften als auch bei den Weltmeisterschaften den fünften Platz. 2023 wechselten Andrin Gulich und Roman Röösli in den Zweier ohne Steuermann. Die beiden siegten bei den Europameisterschaften in Bled und auch drei Monate später bei den Weltmeisterschaften in Belgrad. Bei den Olympischen Sommerspielen in Paris 2024 gewannen die beiden die Bronzemedaille.